# Hårslev (Nordfyn)
Hårslev is een plaats in de Deense regio Zuid-Denemarken, gemeente Nordfyn. De plaats telt 379 inwoners (2020).